# Racotis neonephria
Racotis neonephria là một loài bướm đêm trong họ Geometridae.